# Pollux
Pollux, cũng được định danh là Beta Geminorum (β Geminorum, viết tắt Beta Gem, β Gem), còn được biết đến với tên gọi là sao Bắc Hà Tam. Pollux là một ngôi sao đã tiến hóa thành sao khổng lồ cách khoảng 34 năm ánh sáng từ Mặt Trời, nằm ở chòm sao phương bắc Song Tử. Nó là sao khổng lồ gần Mặt Trời nhất.
Kể từ năm 1943, quang phổ của ngôi sao này được sử dụng để làm một trong những điểm chuẩn mà những ngôi sao khác dựa vào đó để được phân loại. Năm 2006, một ngoại hành tinh (định danh Pollux b hay β Geminorum b, sau đó có tên Thestias) được xác nhận quay quanh nó.

## Đặc điểm

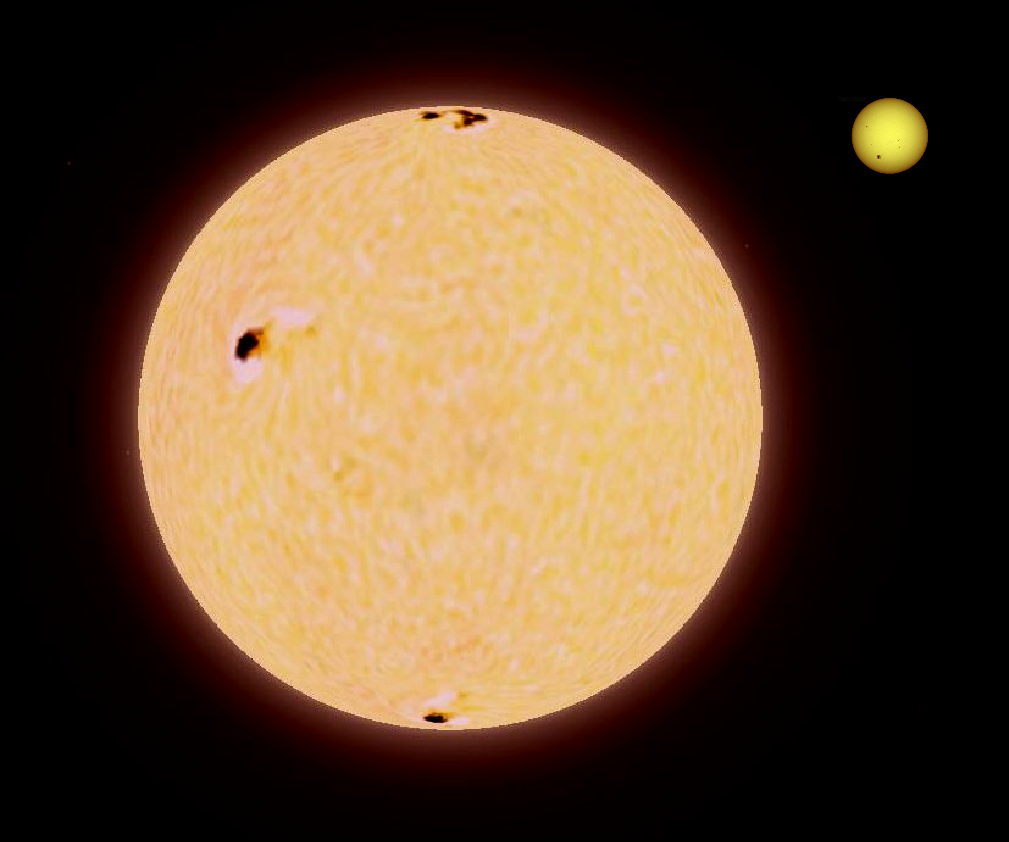
So sánh kích thước Pollux và Mặt Trời

Vệ tinh Khảo sát Thiên văn Hipparcos đã đo khoảng cách của nó với mặt trời bằng thị sai là khoảng 33,78 năm ánh sáng (10,36 Parsec).
Cấp sao biểu kiến của Pollux là 1,14. Trong danh sách sao sáng nhất, nó sáng hơn Castor (Alpha Gemini) trong cùng chòm sao. So với Mặt Trời, Pollux có khối lượng gấp đôi và đường kính gấp khoảng 9 lần. Pollux ban đầu là một ngôi sao dãy chính loại A, nhưng nó đã cạn kiệt nhiên liệu hydro trong lõi và phát triển thành một ngôi sao khổng lồ với loại quang phổ K0III.

## Hệ hành tinh
Từ năm 1993, các nhà khoa học đã đo dao động vận tốc hướng tâm, dẫn đến nghi ngờ rằng Pollux có một hành tinh quay quanh nó. Nó đã được xác nhận và công bố vào ngày 16 tháng 6 năm 2006 rằng nó có một hành tinh, với khối lượng gấp khoảng 2,3 lần Sao Mộc và chu kỳ quay quanh Pollux của nó là khoảng 590 ngày.
| Thiên thể đồng hành (thứ tự từ ngôi sao ra) | Khối lượng      | Bán trục lớn (AU) | Chu kỳ quỹ đạo (ngày) | Độ lệch tâm | Độ nghiêng | Bán kính |
| ------------------------------------------- | --------------- | ----------------- | --------------------- | ----------- | ---------- | -------- |
| Pollux b (Thestias)                         | >2.30 ± 0.45 MJ | 1.64 ± 0.27       | 589.64 ± 0.81         | 0.02 ± 0.03 | —          | —        |

## Hình ảnh
|  |  |  |